# 苏纳贝达
苏纳贝达（Sunabeda），是印度奥里萨邦Koraput县的一个城镇。总人口58647（2001年）。

## 人口
该地2001年总人口58647人，其中男性30237人，女性28410人；0—6岁人口6894人，其中男3487人，女3407人；识字率61.94%，其中男性为69.31%，女性为54.10%。